# Chauvinia pelecinoides
Chauvinia pelecinoides là một loài tò vò trong họ Ichneumonidae.